# Oddział PTTK „Meblarz” w Swarzędzu

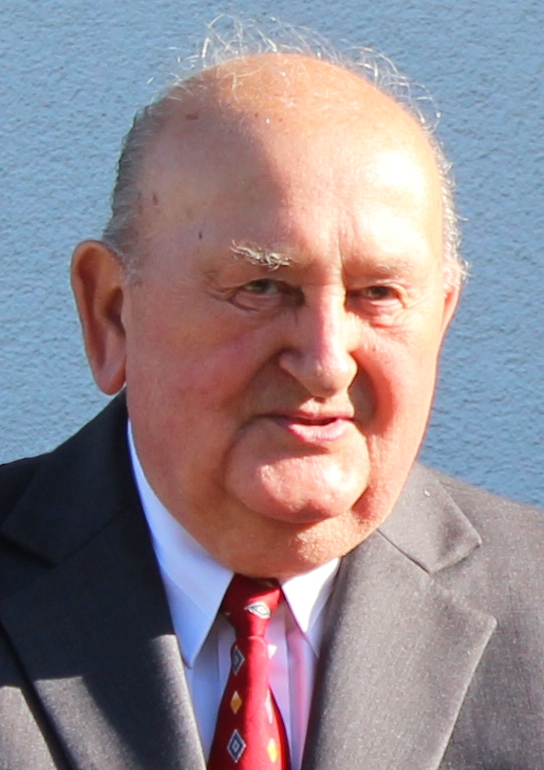
Marian Jaskuła – założyciel oddziału i jego prezes w latach 1983-2009

Oddział PTTK „Meblarz” w Swarzędzu – jednostka Polskiego Towarzystwa Turystyczno-Krajoznawczego, działająca na terenie miasta i gminy Swarzędz (powiat poznański, województwo wielkopolskie). Posiada osobowość prawną i własny statut, oparty na Statucie PTTK.

## Historia

### Początki działalności (1963-1966)
Zorganizowana działalność statutowo-organizacyjna PTTK w Swarzędzu bierze swój początek od Koła nr 213, które powstało 1 stycznia 1963 w Swarzędzkiej Fabryce Krzeseł. Koło podlegało organizacyjnie Oddziałowi Poznańskiemu PTTK. Założycielami Koła byli m.in. Zygmunt Pacyński, Alojzy Kostencki i Roman Kwapiszewski. Koło istniało do chwili centralizacji przemysłu meblarskiego. Dotychczasowi członkowie prowadzili dalszą działalność w Kole Zakładowym nr 98, które powstało 24 kwietnia 1966 przy dyrekcji Swarzędzkich Fabryk Mebli.

### Koło Zakładowe (1966-1983)
W połowie lat 70. XX wieku Koło nr 98 liczyło 270 członków, a jego sekcje turystyczne działały w zakładach Swarzędzkich Fabryk Mebli w Poznaniu, Mosinie, Kościanie i w Szkole Podstawowej nr 1 w Swarzędzu. W latach 1963–1974 prezesami Koła byli: Mariusz Kołodziejczak, Stanisław Czosnowski i Marian Kaliszan, a od 1975 Marian Jaskuła. Od 1973 nastąpił w oddziale rozwój turystyki kwalifikowanej – pieszej, górskiej, motorowej i kolarskiej. W 1974 zainicjowano, odbywający się przez kolejnych 17 lat, wielodyscyplinowy Zlot Turystów SFM z metą w Zaniemyślu. Rozbudowana struktura koła była przyczyną przekształcenie go w oddział.

### Oddział Zakładowy (1983-1990)
Zjazd Założycielski Oddziału Zakładowego PTTK „Meblarz” przy Swarzędzkich Fabrykach Mebli odbył się w dniu 23 stycznia 1983 w Swarzędzu, z udziałem 84 delegatów. Zjazd dokonał wyboru 15-osobowego zarządu, który funkcję prezesa powierzył Marianowi Jaskule. Wiceprezesami zostali Tadeusz Januchowski i Zbigniew Odrobny, sekretarzem Stanisław Dworczak, a skarbnikiem Stanisław Mądry. Przewodniczenie Oddziałowej Komisji Rewizyjnej powierzono Romanowi Radeckiemu. Powstanie oddziału usprawniło łączność organizacyjną pomiędzy jednostkami działającymi we wszystkich zakładach Swarzędzkich Fabryk Mebli i na terenie miasta. W latach 1986–1990 oddział liczył ponad 1100 członków, zorganizowanych w 15 jednostkach. Były to koła zakładowe we wszystkich zakładach Swarzędzkich Fabrykach Mebli, koło zakładowe w Fabryce Armatur Swarzędz, Harcerski Klub Turystyczny „Azymut” w Swarzędzu, Szkolne Koło Krajoznawczo-Turystyczne przy Szkole Podstawowej nr 2 im. Królowej Jadwigi w Swarzędzu, Szkole Podstawowej nr 3 w Swarzędzu oraz Szkole Podstawowej w Paczkowie. W 1990, po przekształceniu Swarzędzkich Fabryk Mebli w spółkę akcyjną, oddział utracił charakter zakładowy i przekształcił się w jednostkę terenowo-miejską.

## Struktura organizacyjna
Oddział PTTK „Meblarz” zrzesza 120 członków w 7 klubach i kołach (2014). W strukturze oddziału działalność prowadzą następujące jednostki:
- Klub Turystyki Górskiej „Smrek” w Swarzędzu (prezes: Marian Jaskuła),
- Harcerski Klub Turystyczny „Azymut” w Swarzędzu (prezes: hm. Rafał M. Socha),
- Klub Turystyki Motorowej „Korbowód” w Swarzędzu (prezes: Ryszard Dobrzyński),
- Szkolne Koło Krajoznawczo-Turystyczne przy Szkole Podstawowej nr 1 im. Stanisława Staszica w Swarzędzu (opiekun: Joanna Koralewska),
- Szkolne Koło Krajoznawczo-Turystyczne przy Szkole Podstawowej nr 2 im. Królowej Jadwigi w Swarzędzu (opiekun: Jan Mrula),
- Koło Środowiskowe „Sęki” w Swarzędzu (prezes: Renata Pawlicka),
- Koło Środowiskowe w Swarzędzu (prezes: Zenon Klorek),
- Koło Rodzinne w Swarzędzu (prezes: Piotr Osiewicz).

## Władze

### Władze oddziału od 2022[1]
Zarząd Oddziału
- Prezes – Piotr Osiewicz
- Wiceprezes – Jan Mrula
- Skarbnik – Renata Pawlicka
- Sekretarz – Joanna Korcz-Koralewska
- Członek – Janusz Żygadło

Oddziałowa Komisja Rewizyjna
- Prezes – Eugeniusz Kaczmarek
- Wiceprezes – Jerzy Jasiak
- Sekretarz – Dorota Jonak

### Władze oddziału w latach 2017-2022[2]
Honorowy Prezes Oddziału
- Marian Jaskuła (zm. 31 stycznia 2021)

Zarząd Oddziału
- Prezes – Piotr Osiewicz
- Wiceprezes – Jan Mrula
- Skarbnik – Renata Pawlicka
- Sekretarz – Joanna Korcz-Koralewska
- Członek – Grzegorz Domżał
- Członek – Jerzy Jasiak
- Członek – Janusz Żygadło

Oddziałowa Komisja Rewizyjna
- Przewodniczący – Eugeniusz Kaczmarek
- Członek – Szymon Jonak
- Członek – Jakub Szmania

Oddziałowy Sąd Koleżeński
- Przewodniczący – Jan Łamek
- Wiceprezes – Marcin Lis
- Sekretarz – Wiesława Wypychowska
- Członek – Jacek Brust
- Członek – Henryk Skubiszak

### Władze oddziału w latach 2013-2017
Honorowy Prezes Oddziału
- Marian Jaskuła

Zarząd Oddziału
- Prezes – Piotr Osiewicz
- Wiceprezes – Jan Mrula
- Sekretarz – Dominika Jałocha
- Skarbnik – Renata Pawlicka
- Członek – Joanna Koralewska-Korcz
- Członek – Grzegorz Domżał
- Członek – Czesław Czyżewski (zm. 22 marca 2013)

Oddziałowa Komisja Rewizyjna
- Przewodniczący – Roman Radecki
- Członek – Teresa Formanowska
- Członek – Eugeniusz Kaczmarek

Oddziałowy Sąd Koleżeński
- Przewodniczący – Jan Łamek
- Członek - Jacek Brust
- Członek – Henryk Skubiszak

### Władze oddziału w latach 2009-2013
Honorowy Prezes Oddziału
- Marian Jaskuła

Zarząd Oddziału
- Prezes – Piotr Osiewicz
- Wiceprezes – Jan Mrula
- Sekretarz – Joanna Koralewska
- Skarbnik – Renata Pawlicka
- Członek – Czesław Czyżewski
- Członek – Grzegorz Domżał
- Członek – Jadwiga Nowak

Oddziałowa Komisja Rewizyjna
- Przewodniczący – Roman Radecki
- Członek – Jarosław Jaskuła
- Członek – Eugeniusz Kaczmarek

Oddziałowy Sąd Koleżeński
- Przewodniczący – Jan Łamek
- Członek – Ryszard Dobrzyński
- Członek – Henryk Skubiszak

### Władze oddziału w latach 2005-2009
Zarząd Oddziału
- Prezes – Marian Jaskuła
- Wiceprezes – Piotr Osiewicz
- Wiceprezes – Zenon Klorek
- Sekretarz – Jan Mrula
- Skarbnik – Renata Pawlicka
- Członek – Grzegorz Domżał
- Członek – Jan Jaświłowicz
- Członek – Jadwiga Nowak

Oddziałowa Komisja Rewizyjna
- Przewodniczący – Roman Radecki
- Sekretarz – Czesław Czyżewski
- Członek – Krystyna Osiewicz

Oddziałowy Sąd Koleżeński
- Przewodniczący – Jan Łamek
- Członek – Ryszard Dobrzyński
- Członek – Eugeniusz Kaczmarek
- Członek – Henryk Skubiszak
- Członek – Jakub Szmania

## Imprezy turystyczne i krajoznawcze
W rocznym kalendarzu oddziału znajduje się wiele rajdów, zlotów i wycieczek o różnym charakterze, organizowanych przez oddział, jak również koła i kluby. Do tradycyjnych imprez należą:
- od 1978: Zimowy Rajd Meblarzy – organizowany w rocznicę wyzwolenia Swarzędza spod okupacji hitlerowskiej,
- od 1978: Wielkopolski Rajd Samochodowy „Korbowód”,
- od 1979: Wojewódzki Rajd Pieszy „Szukamy wiosny w lesie” do Puszczy Zielonki,
- od 1989: Starościański Rajd „Marzanna”,
- od 1990: Wojewódzki Rajd Niepodległości,
- od 1993: Wielkopolski Rajd Przyjaciół Dębów Rogalińskich – połączony z amatorskim plenerem malarskim,
- od 1996: Rajd Patrona SP nr 1 w Swarzędzu Stanisława Staszica,
- od 2000: Powiatowy Zlot Kolarski,
- od 2001: Powiatowy Zlot Turystyczny „Poznajemy Gminy Powiatu Poznańskiego”,
- od 2002: Zlot SP nr 2 im. Królowej Jadwigi w Swarzędzu.

## Działacze turystyczni
Na przestrzeni lat duży wkład w rozwój Koła, a następnie oddziału, wnieśli następujący działacze: Aleksander Anioła („Dębczaki” – Zakład SFM nr 4 w Poznaniu), Stanisław Mądry i Bronisław Firlik („Sęki” – Zakład SFM nr 1 w Swarzędzu), Włodzimierz Lehmann („Limba” – Zakład SFM nr 2 w Swarzędzu), Leszek Pawlak i Aleksandra Michalak („Kurze Stopki” – Zakład SFM nr 5 w Mosinie), Regina Żurek i Kazimierz Baranowski („Modrzew” – Zakład SFM nr 6 w Kościanie), Marian Tyniec i Bogumiła Chuda („Drzazga” – Zakład SFM nr 7 w Rawiczu), Maria Skorupińska („Trampy” Zakład – SFM nr 8 w Gostyniu), Ryszard Odrobny („Zaworek” przy Fabryce Armatur w Swarzędzu), Krystyna Adamczak (SKKT przy SP nr 1 i 3 w Swarzędzu), Tadeusz Januchowski (KTM „Korbowód” w Swarzędzu), Antoni Grajek i Stanisław Cisak (KTM „Smrek” w Swarzędzu), Stanisław Dworczak, Zygmunt Jóźwiak, Czesław Czyżewski i Jan Jaświłowicz. 
Należą do nich również nadal aktywni członkowie oddziału (2014): Marian Jaskuła, Piotr Osiewicz, Zenon Klorek, Renata Pawlicka, Jadwiga Nowak, Roman Radecki, Jan Mrula, Rafał M. Socha (HKT „Azymut”), Paweł Przepióra, Joanna Koralewska, Olga Kaźmierczak, Ryszard Dobrzyński, Roman Brust, Jan Łamek, i Julian Lewandowski.

## Wyróżnienia
Działalność oddziału została uhonorowana:
- 1979 – Honorowym Dyskiem Wydziału Kultury Fizycznej i Turystyki Urzędu Wojewódzkiego w Poznaniu,
- 1984 – Medalem Kazimierza Kantaka za działalność na rzecz rozwoju turystyki górskiej,
- 1984 – Wpisem do Księgi Zasłużonych SFM za działalność na rzecz integracji załogi,
- 1984 – Pucharem Ministra Leśnictwa i Przemysłu Drzewnego za I miejsce w Ogólnopolskim Rajdzie Leśników i Drzewiarzy „Bieszczady 84”,
- 1985 – Pucharem Naczelnika Miasta i Gminy Swarzędz,
- 1985 – Pucharem prezydenta miasta Poznania,
- 1986 – Medalem „Za Zasługi” w rozwoju związkowej kultury fizycznej i turystyki w Wielkopolsce,
- 1990 – Medalem XXXV lat Komisji Turystyki Motorowej ZG PTTK za wieloletnią działalność dla dobra turystyki motorowej,
- 1997 – Medalem pamiątkowym Dyrekcji i Rady Pedagogicznej Szkoły Podstawowej nr 1 w Swarzędzu za wieloletnią współpracę i pomoc w organizowaniu imprez dla młodzieży,
- 1998 – Złotą Honorową Odznaką PTTK,
- 1998 – Medalem Franciszka Jaśkowiaka przez Wielkopolską Korporację Oddziałów PTTK za działalność krajoznawczą w Wielkopolsce,
- 2017 – Srebrną Honorową Odznaką Ruchu Przyjaciół Harcerstwa przyznaną na wniosek Harcerskiego Klubu Turystycznego „Azymut” w Swarzędzu[3],
- oraz licznymi dyplomami uznania przez różne instytucje i organizacje.

Ponadto oddział zajął pierwsze miejsca:
- 1978 – w Ogólnopolskim Przeglądzie Kół Zakładowych PTTK,
- 1979 – w Ogólnopolskim Przeglądzie Kół Zakładowych PTTK,
- 1981 – w Ogólnopolskim Przeglądzie Kół PTTK, z nagrodą Ministra ds. Młodzieży w wysokości 100 tys. zł na zakup sprzętu turystycznego do wypożyczalni.